# Drosera hamiltonii
Drosera hamiltonii,  es una especiede planta carnívora perteneciente a la familia Droseraceae que es originaria de Australia. Algunos autores la clasifican en el subgénero monotípico Stelogyne.

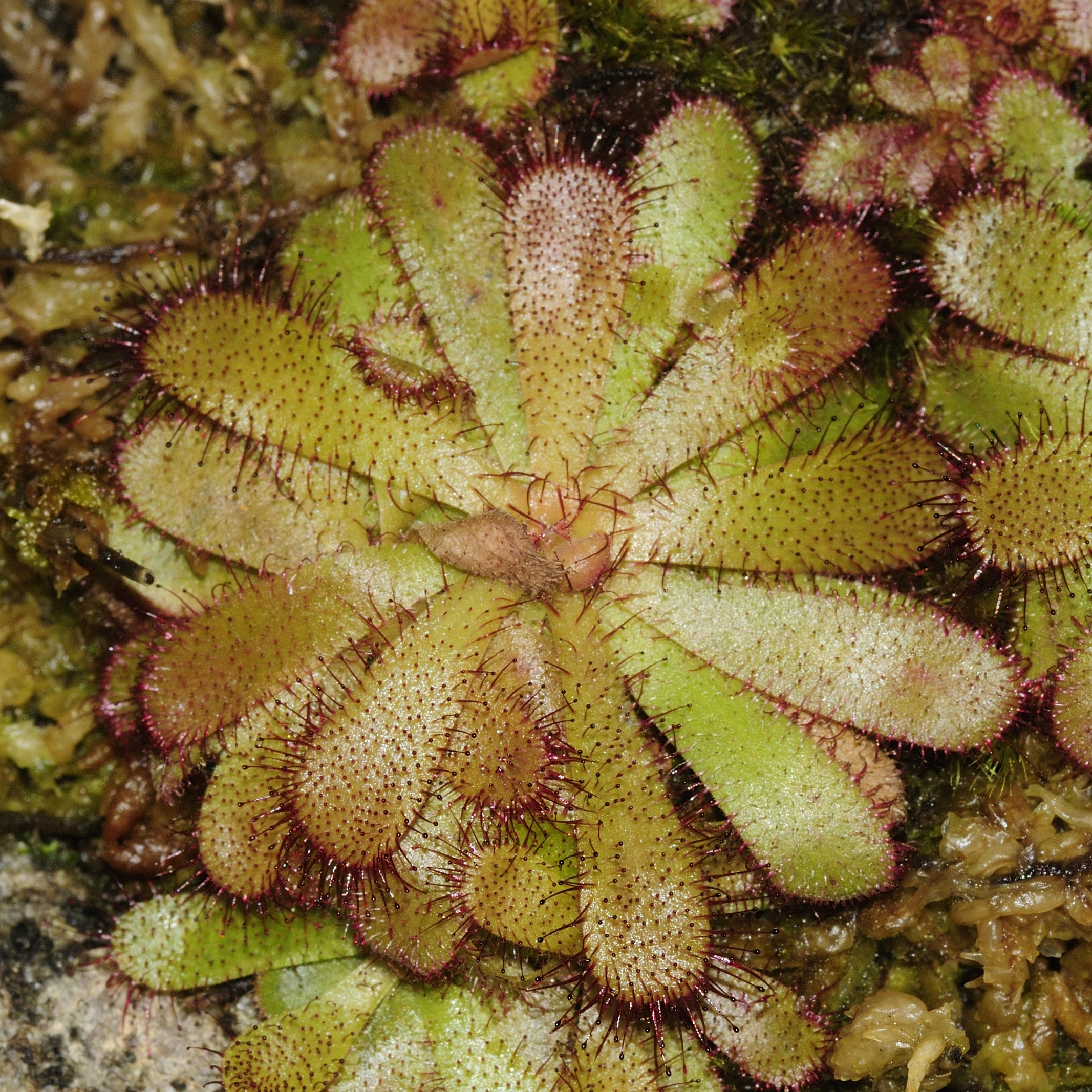
Vista de la planta

## Descripción
Las hojas glandulares miden alrededor de 2 cm de largo y están dispuestas en una roseta. En noviembre y diciembre, florecen las flores rosadas en tallos de 30 cm de altura. Es endémica de los pantanos costeros en el sur oeste de Australia Occidental. Fue descrito por primera vez por Cecil Rollo Payton Andrews en 1903 y colocado en la sección Stelogyne como la única especie por Ludwig Diels en 1906. En 1994, Rüdiger Sena y Wilhelm Barthlott sugirieron que D. hamiltonii pertenecía a la sección de Drosera, reduciendo la sección Stelogyne a sinonimia con la sección Drosera. En 1996, Jan Schlauer revisó la clasificación de género y sección elevando Stelogyne a  subgénero, argumentando que los únicos estilos fusionados requiere la segregación en más de un rango de sección.

## Taxonomía
Drosera hamiltonii fue descrita por Cecil Rollo Payton Andrews y publicado en Journal of Proceedings of the Mueller Botanic Society of Western Australia 1(11): 81. 1903.